# Birger Runeberg

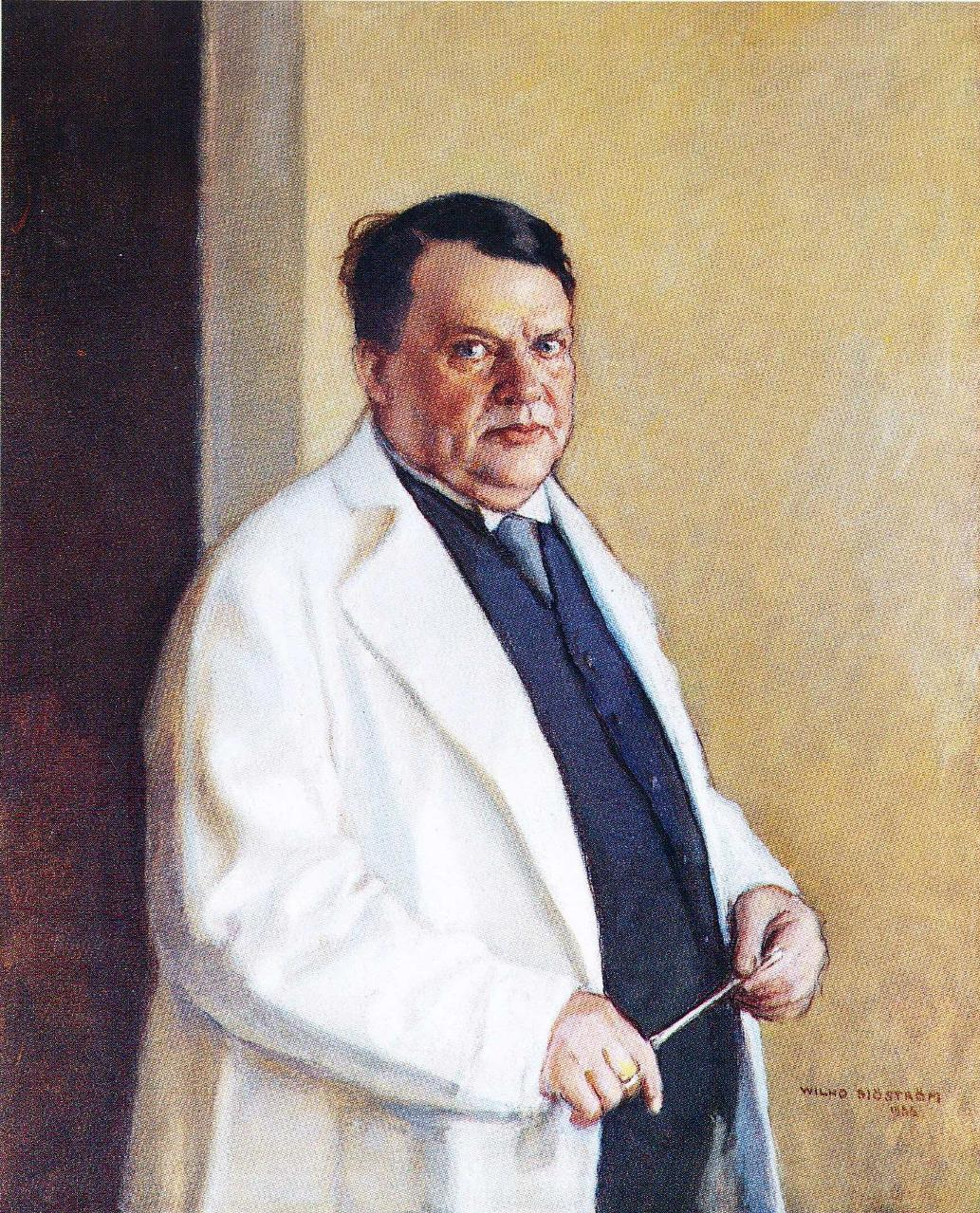
Birger Runeberg. Porträtt av Wilho Sjöström.

Birger Runeberg, född 26 juni 1875 i Helsingfors, död där 28 december 1938, var en finländsk kirurg. Han var son till Johan Wilhelm Runeberg.
Efter studentexamen vid Nya svenska läroverket i Helsingfors blev Runeberg medicine kandidat 1897, medicine licentiat 1903 och medicine och kirurgie doktor 1908 vid Helsingfors universitet på avhandlingen Studien über die bei peritonälen Infektionen appendiculären Ursprungs vorkommenden sauerstofftoleranten sowie obligat anaëroben Bakterienformen mit besonderer Berücksichtigung ihrer Bedeutung für die Pathogenese derartiger Peritonitiden. Han var extra ordinarie professor i kirurgi vid nämnda universitet 1921–30 och ordinarie professor i detta ämne där 1930–38. 
Dessutom författade Runeberg avdelningen ”Kirurgi” i Lärobok för sjuksköterskor, andra upplagan, 2:1 (1923), utgiven av Sjuksköterskeföreningen i Finland.